# مرد بی‌نهایت آرام
مرد بی‌نهایت آرام (لهستانی: Niespotykanie spokojny człowiek) یک تله‌فیلم کمدی لهستانی به کارگردانی استانیسواف باریا است که در سال ۱۹۷۵ منتشر شد.

## گزیدهٔ بازیگران
- مارک فرانتسکوویاک
- ریشاردا خانین
- یانوش کوئوشینسکی
- ماوگوژاتا پوتوتسکا
- یرژی سنوتا
- یژی تورِک
- استانیسواف تیم
- لودویک بنوآ